# Coppa Europa di atletica leggera 2002
La Coppa Europa di atletica leggera 2002 si è tenuta a Annecy, in Francia dal 22 al 23 giugno.

## Classifiche finali

### Super league
| Pos. | Nazione     | Pt.  |
| ---- | ----------- | ---- |
| 1    | Germania    | 109  |
| 2    | Francia     | 107  |
| 3    | Russia      | 96   |
| 4    | Regno Unito | 95   |
| 5    | Italia      | 91,5 |
| 6    | Polonia     | 87   |
| 7    | Ucraina     | 64,5 |
| 8    | Finlandia   | 61   |

| Pos. | Nazione     | Pt.   |
| ---- | ----------- | ----- |
| 1    | Russia      | 122,5 |
| 2    | Germania    | 103   |
| 3    | Francia     | 89    |
| 4    | Romania     | 88    |
| 5    | Regno Unito | 80,5  |
| 6    | Polonia     | 75,5  |
| 7    | Ucraina     | 73,5  |
| 8    | Italia      | 73    |